# Campeonato Africano de Balonmano Femenino de 2022
El Campeonato Africano de Balonmano Femenino 2022 fue la 25ª edición del Campeonato Africano de Balonmano Femenino, que tuvo lugar del 9 al 19 de noviembre de 2022, en Dakar, Senegal.

## Fase de grupos

### Grupo A
| Equipo      | J | G | E | P | GF  | GC  | DG  | PTS |
| ----------- | - | - | - | - | --- | --- | --- | --- |
| Angola      | 3 | 3 | 0 | 0 | 102 | 54  | +48 | 6   |
| R. D. Congo | 3 | 2 | 0 | 1 | 81  | 77  | +4  | 4   |
| Argelia     | 3 | 1 | 0 | 2 | 76  | 91  | -15 | 2   |
| Cabo Verde  | 3 | 0 | 0 | 3 | 64  | 101 | -37 | 0   |

- Resultados

| Fecha | Hora  | Partido     | Partido | Partido     | Resultado |
| ----- | ----- | ----------- | ------- | ----------- | --------- |
| 10.11 | 16:00 | R. D. Congo | -       | Cabo Verde  | 27-19     |
| 10.11 | 18:00 | Angola      | -       | Argelia     | 29-17     |
| 13.11 | 14:00 | Argelia     | -       | R. D. Congo | 23-32     |
| 13.11 | 16:00 | Cabo Verde  | -       | Angola      | 15-38     |
| 14.11 | 14:00 | Cabo Verde  | -       | Argelia     | 30-36     |
| 14.11 | 18:00 | Angola      | -       | R. D. Congo | 35-22     |

### Grupo B
| Equipo              | J | G | E | P | GF  | GC  | DG  | PTS |
| ------------------- | - | - | - | - | --- | --- | --- | --- |
| República del Congo | 4 | 4 | 0 | 0 | 109 | 88  | +21 | 8   |
| Egipto              | 4 | 3 | 0 | 1 | 99  | 84  | +15 | 6   |
| Túnez               | 4 | 2 | 0 | 2 | 112 | 95  | +17 | 4   |
| Guinea              | 4 | 1 | 0 | 3 | 94  | 110 | -16 | 2   |
| Marruecos           | 4 | 0 | 0 | 4 | 92  | 129 | -37 | 0   |

- Resultados

| Fecha | Hora  | Partido             | Partido | Partido             | Resultado |
| ----- | ----- | ------------------- | ------- | ------------------- | --------- |
| 09.11 | 10:00 | Marruecos           | -       | Túnez               | 25-35     |
| 09.11 | 12:00 | República del Congo | -       | Guinea              | 25-21     |
| 10.11 | 12:00 | Egipto              | -       | República del Congo | 20-21     |
| 10.11 | 14:00 | Túnez               | -       | Guinea              | 36-23     |
| 11.11 | 14:00 | Guinea              | -       | Marruecos           | 28-20     |
| 11.11 | 16:00 | Egipto              | -       | Túnez               | 22-21     |
| 13.11 | 12:00 | Marruecos           | -       | Egipto              | 20-28     |
| 13.11 | 18:00 | Túnez               | -       | República del Congo | 20-25     |
| 14.11 | 12:00 | Guinea              | -       | Egipto              | 22-29     |
| 14.11 | 16:00 | República del Congo | -       | Marruecos           | 38-27     |

### Grupo C
| Equipo          | J | G | E | P | GF | GC  | DG  | PTS |
| --------------- | - | - | - | - | -- | --- | --- | --- |
| Camerún         | 3 | 3 | 0 | 0 | 98 | 52  | +46 | 6   |
| Senegal         | 3 | 2 | 0 | 1 | 98 | 52  | +46 | 4   |
| Costa de Marfil | 3 | 1 | 0 | 2 | 71 | 73  | -2  | 2   |
| Madagascar      | 3 | 0 | 0 | 3 | 32 | 122 | -90 | 0   |

- Resultados

| Fecha | Hora  | Partido         | Partido | Partido         | Resultado |
| ----- | ----- | --------------- | ------- | --------------- | --------- |
| 09.11 | 14:00 | Camerún         | -       | Costa de Marfil | 28-16     |
| 09.11 | 18:00 | Senegal         | -       | Madagascar      | 40-9      |
| 11.11 | 12:00 | Madagascar      | -       | Camerún         | 9-42      |
| 11.11 | 18:00 | Costa de Marfil | -       | Senegal         | 15-31     |
| 14.11 | 10:00 | Madagascar      | -       | Costa de Marfil | 14-40     |
| 14.11 | 20:00 | Camerún         | -       | Senegal         | 28-27     |

## Fase final
|  | Cuartos de final    | Cuartos de final |                     |         | Semifinales | Semifinales |  |  | Final | Final |
|  |                     |                  |                     |         |             |             |  |  |       |       |
|  | 16 de noviembre     |                  |                     |         |             |             |  |  |       |       |
|  |                     |                  |                     |         |             |             |  |  |       |       |
|  | Angola              | 29               |                     |         |             |             |  |  |       |       |
|  | Angola              | 29               | 18 de noviembre     |         |             |             |  |  |       |       |
|  | Túnez               | 24               |                     |         |             |             |  |  |       |       |
|  | Túnez               | 24               | Angola              | 24 (ET) |             |             |  |  |       |       |
|  | 16 de noviembre     |                  | Angola              | 24 (ET) |             |             |  |  |       |       |
|  |                     | Senegal          | 21                  |         |             |             |  |  |       |       |
|  | Egipto              | Senegal          | 21                  | 19      |             |             |  |  |       |       |
|  | Egipto              |                  | 19 de noviembre     | 19      |             |             |  |  |       |       |
|  | Senegal             | 21               |                     |         |             |             |  |  |       |       |
|  | Senegal             | 21               | Angola              | 29      |             |             |  |  |       |       |
|  | 16 de noviembre     |                  | Angola              | 29      |             |             |  |  |       |       |
|  |                     | Camerún          | 19                  |         |             |             |  |  |       |       |
|  | Costa de Marfil     | Camerún          | 19                  | 21      |             |             |  |  |       |       |
|  | Costa de Marfil     | 18 de noviembre  |                     | 21      |             |             |  |  |       |       |
|  | República del Congo | 35               |                     |         |             |             |  |  |       |       |
|  | República del Congo | 35               | República del Congo | 25      |             |             |  |  |       |       |
|  | 16 de noviembre     |                  | República del Congo | 25      |             |             |  |  |       |       |
|  |                     | Camerún          | 27                  |         | 3º Puesto   | 3º Puesto   |  |  |       |       |
|  | Camerún             | Camerún          | 27                  | 23      | 3º Puesto   | 3º Puesto   |  |  |       |       |
|  | Camerún             |                  | 19 de noviembre     | 23      |             |             |  |  |       |       |
|  | R. D. Congo         | 22               |                     |         |             |             |  |  |       |       |
|  | R. D. Congo         | 22               | Senegal             | 19      |             |             |  |  |       |       |
|  |                     |                  |                     |         |             |             |  |  |       |       |
|  | República del Congo | 20               |                     |         |             |             |  |  |       |       |
|  | República del Congo | 20               |                     |         |             |             |  |  |       |       |

### Cuartos de final
- Resultados

| Fecha | Hora | Partido         | Partido | Partido             | Resultado |
| ----- | ---- | --------------- | ------- | ------------------- | --------- |
| 16.11 |      | Angola          | -       | Túnez               | 29-24     |
| 16.11 |      | Egipto          | -       | Senegal             | 19-21     |
| 16.11 |      | Costa de Marfil | -       | República del Congo | 21-35     |
| 16.11 |      | Camerún         | -       | R. D. Congo         | 23-22     |

### Semifinales
- Resultados

| Fecha | Hora | Partido             | Partido | Partido | Resultado  |
| ----- | ---- | ------------------- | ------- | ------- | ---------- |
| 18.11 |      | Angola              | -       | Senegal | 24-21 (ET) |
| 18.11 |      | República del Congo | -       | Camerún | 25-27      |

### Tercer puesto
- Resultados

| Fecha | Hora | Partido | Partido | Partido             | Resultado |
| ----- | ---- | ------- | ------- | ------------------- | --------- |
| 19.11 |      | Senegal | -       | República del Congo | 19-20     |

### Final
- Resultados

| Fecha | Hora | Partido | Partido | Partido | Resultado |
| ----- | ---- | ------- | ------- | ------- | --------- |
| 19.11 |      | Angola  | -       | Camerún | 29-19     |

| Bandera de Angola         |
| Campeón Angola 15º título |